# Lista de vereadores de Cambuci
Esta é a lista de vereadores de Cambuci, município brasileiro do estado do Rio de Janeiro.
A Câmara Municipal de Cambuci, é formada atualmente por nove representantes, desde a eleição de 2004, diferentemente do que em anos anteriores que era de onze cadeiras, devido ao fato que as cidades passaram a ter um número de vereadores equivalente à sua população.

## Legenda
| cor  | significado          |
| Bege | Presidente da Câmara |
| Azul | Suplente             |

## Legislatura de 2021–2024
Estes são os vereadores eleitos nas eleições de 15 de novembro de 2020, pelo período de 1° de janeiro de 2021 a 31 de dezembro de 2024:
|   | Nome                                                                   | Partido                               | Votos | %    | Observações |
| - | ---------------------------------------------------------------------- | ------------------------------------- | ----- | ---- | ----------- |
| 1 | Bethanea Machado Álvares, Bethanea de Tadeu (São Fidélis, 21.06.1982–) | Solidariedade (SD)                    | 668   | 6,40 | 1º mandato  |
| 2 | Flávio César Ferreira Ribeiro, Césinha (São Fidélis, 28.09.1974–)      | Solidariedade (SD)                    | 646   | 6,19 | 1º mandato  |
| 3 | Murillo Silva Defanti (2021-2022) (São Fidélis, 29.08.1985–)           | Solidariedade (SD)                    | 448   | 4,29 | 3º mandato  |
| 4 | Marllon Andrade Chambela (Itaocara, 16.04.1978–)                       | Partido Democrático Trabalhista (PDT) | 413   | 3,96 | 2º mandato  |
| 5 | Ramon Lopes Álvares, Ramon Nego Vel (Cambuci, 17.06.1980–)             | Partido Democrático Trabalhista (PDT) | 400   | 3,83 | 1º mandato  |
| 6 | Dalmo Ferreira Campos (Cambuci, 19.02.1964–)                           | Partido Social Liberal (PSL)          | 278   | 2,66 | 1º mandato  |
| 7 | Maria Aparecida Aguiar Garcia, Cidinha Garcia (Cambuci, 12.09.1974–)   | Partido Liberal (PL)                  | 261   | 2,50 | 1º mandato  |
| 8 | Oscar Mello Pereira Pinto (Cambuci, 02.07.1983–)                       | CIDADANIA                             | 256   | 2,45 | 2º mandato  |
| 9 | Laudiceia Vilanova de Oliveira, Ceceia Dias (Cambuci, 06.05.1972–)     | Partido Liberal (PL)                  | 238   | 2,28 | 1º mandato  |

## Legislatura de 2017–2020
Estes são os vereadores eleitos nas eleições de 2 de outubro de 2016, pelo período de 1° de janeiro de 2017 a 31 de dezembro de 2020:
| Eleição de 2016 |                                               |         |                  |         |             |
| Nº              | Vereador(a) eleito(a)                         | Partido | Situação         | Votação | Votação     |
| Nº              | Vereador(a) eleito(a)                         | Partido | Situação         | Total   | Porcentagem |
| 1               | Murillo Silva Defanti                         | PSB     | Eleito por QP    | 622     | 6,02%       |
| 2               | Marllon Andrade Chambela                      | PR      | Eleito por QP    | 597     | 5,77%       |
| 3               | Maxwell Vieiga Guimarães (Marquinho da Venda) | PSB     | Eleito por QP    | 506     | 4,89%       |
| 4               | José Ronaldo Castelo de Oliveira (2017-2018)  | PSDB    | Eleito por QP    | 420     | 4,06%       |
| 5               | João Luis Masiero Marinho (João Inocêncio)    | SD      | Eleito por QP    | 398     | 3,85%       |
| 6               | Sandro Alves dos Anjos (Kalu) (2019-2020)     | PMDB    | Eleito por QP    | 392     | 3,79%       |
| 7               | Leila Cristina Velasco Pinheiro               | PSC     | Eleita por média | 371     | 3,59%       |
| 8               | Oscar Mello Pereira Pinto                     | PMDB    | Eleito por QP    | 363     | 3,51%       |
| 9               | Jorge Navega Aguiar (Jorge Boné Três Irmãos)  | PV      | Eleito por média | 320     | 3,10%       |

| Cor | Significado                                                  |
| 1   | primeiro mandato como vereador(a) da cidade                  |
| 2   | segundo mandato (seguido ou não) como vereador(a) da cidade  |
| 3   | terceiro mandato (seguido ou não) como vereador(a) da cidade |

## Legislatura de 2013–2016
Estes são os vereadores eleitos nas eleições de 7 de outubro de 2012, pelo período de 1° de janeiro de 2013 a 31 de dezembro de 2016:
| Eleição de 2012 |                                            |         |                  |         |             |
| Nº              | Vereador(a) eleito(a)                      | Partido | Situação         | Votação | Votação     |
| Nº              | Vereador(a) eleito(a)                      | Partido | Situação         | Total   | Porcentagem |
| 1               | Tadeu Lima Sardoux (2015-2016)             | PTB     | Eleito por QP    | 691     | 7,230%      |
| 2               | David Ramiro Ney                           | PMDB    | Eleito por QP    | 572     | 5,985%      |
| 3               | Leila Cristina Velasco Pinheiro Barcelos   | PSC     | Eleita por QP    | 428     | 4,478%      |
| 4               | Homero Terra Padilha (Dr. Homero)          | PDT     | Eleito por QP    | 376     | 3,934%      |
| 5               | Murillo Silva Defanti                      | PTB     | Eleito por QP    | 372     | 3,892%      |
| 6               | Murilo Viegas Vitorino                     | PSD     | Eleito por QP    | 363     | 3,798%      |
| 7               | Sandro Alves dos Anjos (Kalú)              | PMDB    | Eleito por média | 316     | 3,306%      |
| 8               | Amarildo Parreira Braga                    | PTB     | Eleito por média | 250     | 2,616%      |
| 9               | João Luis Masiero Marinho (João Inocêncio) | PV      | Eleito por QP    | 198     | 2,072%      |

| Cor | Significado                                                 |
| 1   | primeiro mandato como vereador(a) da cidade                 |
| 2   | segundo mandato (seguido ou não) como vereador(a) da cidade |
| 4   | quarto mandato (seguido ou não) como vereador(a) da cidade  |

## Legislatura de 2009–2012
Estes são os vereadores eleitos nas eleições de 5 de outubro de 2008, pelo período de 1° de janeiro de 2009 a 31 de dezembro de 2012:
| Eleição de 2008 |                                                              |         |                  |         |             |
| Nº              | Vereador(a) eleito(a)                                        | Partido | Situação         | Votação | Votação     |
| Nº              | Vereador(a) eleito(a)                                        | Partido | Situação         | Total   | Porcentagem |
| 1               | Tadeu Lima Sardoux                                           | PV      | Eleito por QP    | 695     | 7,25%       |
| 2               | José Rogério Cunha Rosa (Rogerinho)                          | PP      | Eleito por QP    | 524     | 5,46%       |
| 3               | Edmilson Robaina de Souza (Missinho)                         | PR      | Eleito por QP    | 442     | 4,61%       |
| 4               | Leila Cristina Velasco Pinheiro Barcelos (Leila da Educação) | PSC     | Eleita por QP    | 427     | 4,45%       |
| 5               | David Ramiro Ney                                             | PMDB    | Eleito por QP    | 409     | 4,27%       |
| 6               | Marco Antônio da Silva Paes (2011-2012)                      | PT      | Eleito por QP    | 370     | 3,86%       |
| 7               | Josué Antônio Chambela                                       | PR      | Eleito por média | 346     | 3,61%       |
| 8               | Murilo Viegas Vitorino                                       | PSL     | Eleito por média | 308     | 3,21%       |
| 9               | Sebastião de Sousa Vieira (Sebastião Tatão)                  | PHS     | Eleito por média | 261     | 2,72%       |

| Cor | Significado                                                  |
| 1   | primeiro mandato como vereador(a) da cidade                  |
| 3   | terceiro mandato (seguido ou não) como vereador(a) da cidade |
| 6   | sexto mandato (seguido ou não) como vereador(a) da cidade    |

## Legislatura de 2005–2008
Estes são os vereadores eleitos nas eleições de 3 de outubro de 2004, pelo período de 1° de janeiro de 2005 a 31 de dezembro de 2008:
| Eleição de 2004 |                                      |         |                  |         |             |
| Nº              | Vereador(a) eleito(a)                | Partido | Situação         | Votação | Votação     |
| Nº              | Vereador(a) eleito(a)                | Partido | Situação         | Total   | Porcentagem |
| 1               | Josué Antônio Chambela               | PL      | Eleito por QP    | 462     | 4,288%      |
| 2               | Édson Hernandes Brito (Édinho Brito) | PSDB    | Eleito por QP    | 438     | 4,066%      |
| 3               | Geraldo da Silva Rodrigues           | PSL     | Eleito por QP    | 391     | 3,629%      |
| 4               | Edilson Duarte Defanti               | PV      | Eleito por QP    | 356     | 3,305%      |
| 5               | Maria da Penha Tavares da Costa      | PP      | Eleita por média | 355     | 3,295%      |
| 6               | Inácio Luís Terra Defanti            | PV      | Eleito por média | 349     | 3,240%      |
| 7               | Edmilson Robaina de Souza (Missinho) | PL      | Eleito por média | 324     | 3,008%      |
| 8               | Alfredo Rulim da Silva (Rulim)       | PDT     | Eleito por QP    | 279     | 2,590%      |
| 9               | Valmir Sepúlveda                     | PMDB    | Eleito por QP    | 200     | 1,856%      |

| Cor | Significado                                                 |
| 1   | primeiro mandato como vereador(a) da cidade                 |
| 2   | segundo mandato (seguido ou não) como vereador(a) da cidade |
| 4   | quarto mandato (seguido ou não) como vereador(a) da cidade  |
| 5   | quinto mandato (seguido ou não) como vereador(a) da cidade  |

## Legislatura de 2001–2004
Estes são os vereadores eleitos nas eleições de 1º de outubro de 2000, pelo período de 1° de janeiro de 2001 a 31 de dezembro de 2004:
| Eleição de 2000 |                                      |         |                  |         |             |
| Nº              | Vereador(a) eleito(a)                | Partido | Situação         | Votação | Votação     |
| Nº              | Vereador(a) eleito(a)                | Partido | Situação         | Total   | Porcentagem |
| 1               | Renato Rocha Vieira                  | PDT     | Eleito por QP    | 554     | 5,687%      |
| 2               | Homero Terra Padilha                 | PP      | Eleito por QP    | 534     | 5,482%      |
| 3               | Francisco de Castro Lima             | PP      | Eleito por QP    | 418     | 4,291%      |
| 4               | Josué Antônio Chambela               | PP      | Eleito por média | 411     | 4,219%      |
| 5               | Édson Hernandes Brito                | PDT     | Eleito por QP    | 409     | 4,199%      |
| 6               | Amarildo Machado Veiga               | PL      | Eleito por QP    | 393     | 4,034%      |
| 7               | Jorge Melo Silva                     | PL      | Eleito por QP    | 339     | 3,480%      |
| 8               | Vilmar Aguiar                        | PL      | Eleito por QP    | 319     | 3,275%      |
| 9               | Eliézer Rodrigues da Silva           | PFL     | Eleito por QP    | 283     | 2,905%      |
| 10              | Gilberto Lopes da Cunha              | PRONA   | Eleito por QP    | 249     | 2,556%      |
| 11              | Edmilson Robaina de Souza (Missinho) | PRONA   | Eleito por média | 185     | 1,899%      |

| Cor | Significado                                                  |
| 1   | primeiro mandato como vereador(a) da cidade                  |
| 2   | segundo mandato (seguido ou não) como vereador(a) da cidade  |
| 3   | terceiro mandato (seguido ou não) como vereador(a) da cidade |
| 4   | quarto mandato (seguido ou não) como vereador(a) da cidade   |
| 5   | quinto mandato (seguido ou não) como vereador(a) da cidade   |

## Legislatura de 1997–2000
Estes são os vereadores eleitos nas eleições de 3 de outubro de 1996, pelo período de 1° de janeiro de 1997 a 31 de dezembro de 2000:
| Eleição de 1996 |                                    |         |                  |         |             |
| Nº              | Vereador(a) eleito(a)              | Partido | Situação         | Votação | Votação     |
| Nº              | Vereador(a) eleito(a)              | Partido | Situação         | Total   | Porcentagem |
| 1               | Carlos Roberto Vitorino da Fonseca | PL      | Eleito por QP    | 610     | 5,973%      |
| 2               | Francisco de Castro Lima           | PMDB    | Eleito por QP    | 594     | 5,816%      |
| 3               | Maria de Fátima Soares Robaina     | PMDB    | Eleita por QP    | 396     | 3,877%      |
| 4               | Homero Terra Padilha               | PSDB    | Eleito por QP    | 362     | 3,545%      |
| 5               | José Nuss Ferreira                 | PMDB    | Eleito por QP    | 350     | 3,427%      |
| 6               | Amarildo Machado Veiga             | PMDB    | Eleito por média | 347     | 3,398%      |
| 7               | Norma Suely Guimarães da Silva     | PDT     | Eleita por QP    | 337     | 3,300%      |
| 8               | Édson Hernandes Brito              | PPS     | Eleito por QP    | 245     | 2,399%      |
| 9               | Renato Rocha Vieira                | PPS     | Eleito por média | 236     | 2,311%      |
| 10              | Josué Antônio Chambela             | PSDB    | Eleito por média | 324     | 3,172%      |
| 11              | Jorge Melo Silva                   | PL      | Eleito por média | 315     | 3,084%      |

| Cor | Significado                                                  |
| 1   | primeiro mandato como vereador(a) da cidade                  |
| 2   | segundo mandato (seguido ou não) como vereador(a) da cidade  |
| 3   | terceiro mandato (seguido ou não) como vereador(a) da cidade |
| 4   | quarto mandato (seguido ou não) como vereador(a) da cidade   |

## Legislatura de 1993–1996
Estes são os vereadores eleitos nas eleições de 3 de outubro de 1992, pelo período de 1° de janeiro de 1993 a 31 de dezembro de 1996:
| Eleição de 1992 |                                    |         |         |
| Nº              | Vereador(a) eleito(a)              | Partido | Votação |
| 1               | Homero Terra Padilha               | PFL     | 856     |
| 2               | Joelcio Ferreira Silva             | PFL     | 457     |
| 3               | Josué Antônio Chambela             | PFL     | 454     |
| 4               | Carlos Roberto Vitorino da Fonseca | PL      | 429     |
| 5               | Francisco de Castro Lima           | PMDB    | 399     |
| 6               | Jorge Melo Silva                   | PL      | 384     |
| 7               | Derly Braga Aguiar                 | PMDB    | 356     |
| 8               | Maria de Fátima Soares Robaina     | PMDB    | 316     |
| 9               | José Nuss Ferreira                 | PFL     | 315     |
| 10              | Elizeu Macieira                    | PTB     | 311     |
| 11              | Maria da Penha Tavares da Costa    | PFL     | 301     |
| 12              | Geraldo Custódio de Castro         | PTB     | 278     |
| 13              | Luís Martins Lessa                 | PDT     | 207     |

| Cor | Significado                                                  |
| 1   | primeiro mandato como vereador(a) da cidade                  |
| 2   | segundo mandato (seguido ou não) como vereador(a) da cidade  |
| 3   | terceiro mandato (seguido ou não) como vereador(a) da cidade |

## Legislatura de 1989–1992
Estes são os vereadores eleitos nas eleições de 15 de novembro de 1988, pelo período de 1° de janeiro de 1989 a 31 de dezembro de 1992:
| Eleição de 1988 |                              |         |         |
| Nº              | Vereador(a) eleito(a)        | Partido | Votação |
| 1               | Geraldo Custódio de Castro   | PMDB    | 407     |
| 2               | Wales René Amim              | PMDB    | 384     |
| 3               | Francisco de Castro Lima     | PMDB    | 376     |
| 4               | José Nuss Ferreira           | PMDB    | 340     |
| 5               | Derly Braga Aguiar           | PTR     | 322     |
| 6               | Evando Marinho Salim         | PMDB    | 300     |
| 7               | Oswaldo Francisco Corty      | PMDB    | 279     |
| 8               | Edgar Macedo                 | PTR     | 271     |
| 9               | Josué Antônio Chambela       | PTR     | 271     |
| 10              | Rita de Cássia Brandão Alves | PL      | 265     |
| 11              | Renato Rocha Vieira          | PL      | 226     |

| Cor | Significado                                                 |
| 1   | primeiro mandato como vereador(a) da cidade                 |
| 2   | segundo mandato (seguido ou não) como vereador(a) da cidade |

## Legislatura de 1983–1988
Estes são os vereadores eleitos nas eleições de 15 de novembro de 1982:
| Eleição de 1982 |                               |         |         |
| Nº              | Vereador(a) eleito(a)         | Partido | Votação |
| 1               | Geraldo Custódio de Castro    | PMDB    | 631     |
| 2               | José Maria A. Fragoso         | PDS     | 452     |
| 3               | Jair dos Santos               | PDS     | 441     |
| 4               | José Benite Defanti           | PMDB    | 420     |
| 5               | Édson Hernandes Brito         | PMDB    | 419     |
| 6               | Hamilton Manoel Valeriote     | PDS     | 418     |
| 7               | Pedro Carlos Mendes           | PMDB    | 376     |
| 8               | Jorge Ronei Dias              | PDS     | 289     |
| 9               | Joaquim Juarez Vieira de Lima | PMDB    | 267     |
| 10              | José Sepulveda                | PMDB    | 261     |
| 11              | Antônio Bastos Pinheiro       | PMDB    | 259     |

| Cor | Significado                                                  |
| 1   | primeiro mandato como vereador(a) da cidade                  |
| 2   | segundo mandato (seguido ou não) como vereador(a) da cidade  |
| 3   | terceiro mandato (seguido ou não) como vereador(a) da cidade |

## Legislatura de 1977–1982
Estes são os vereadores eleitos nas eleições de 15 de novembro de 1976:
| Eleição de 1976 |                                |         |         |
| Nº              | Vereador(a) eleito(a)          | Partido | Votação |
| 1               | Altamir Ramos Lopes            | MDB     | 556     |
| 2               | Alfredo Rulim da Silva (Rulim) | ARENA   | 393     |
| 3               | Eduardo Barboza Chaffin        | MDB     | 372     |
| 4               | Francisco de Castro Lima       | MDB     | 346     |
| 5               | Elizeu Macieira                | ARENA   | 338     |
| 6               | José Henrique Pecly            | ARENA   | 329     |
| 7               | René Pinto Fonseca             | MDB     | 321     |
| 8               | Joaquim Juarez Vieira de Lima  | ARENA   | 314     |
| 9               | Jair dos Santos                | ARENA   | 307     |
| 10              | José Ferreira Dias             | ARENA   | 291     |
| 11              | José Benite Defanti            | MDB     | 266     |
| 12              | José Sepulveda                 | ARENA   | 261     |
| 13              | Afonso Batista Pinto           | MDB     | 230     |
| 14              | João Pimenta                   | MDB     | 225     |
| 15              | José Batista da Rocha Júnior   | MDB     | 207     |

| Cor | Significado                                                 |
| 1   | primeiro mandato como vereador(a) da cidade                 |
| 2   | segundo mandato (seguido ou não) como vereador(a) da cidade |

## Legislatura de 1973–1976
Estes são os vereadores eleitos nas eleições de 15 de novembro de 1972:
| \| Eleição de 1972[17] \| \| \| \| \| Nº \| Vereador(a) eleito(a) \| Partido \| Votação \| \| 1 \| Oswaldo Botelho \| ARENA \| 470 \| \| 2 \| Jair dos Santos \| ARENA \| 457 \| \| 3 \| Osvaldo José Dias Macedo \| ARENA \| 357 \| \| 4 \| Joaquim Juarez Vieira de Lima \| ARENA \| 301 \| \| 5 \| Elizeu Macieira \| ARENA \| 294 \| \| 6 \| José Sepulveda \| ARENA \| 286 \| \| 7 \| Hamilton Manoel Valeriote \| ARENA \| 285 \| \| 8 \| Antônio Carlos Duarte \| MDB \| 270 \| \| 9 \| Orestes Siqueira Curty \| ARENA \| 258 \| \| 10 \| Jamilton Cordova Guimarães \| ARENA \| 245 \| \| 11 \| José de Souza Faria \| MDB \| 237 \| \| 12 \| Abelard Teixeira de Carvalho \| ARENA \| 227 \| \| 13 \| Orestes Mota Sobrinho \| ARENA \| 207 \| \| 14 \| Bernardino Camilo Mota \| ARENA \| 196 \| \| 15 \| João Damasceno Ramos \| MDB \| 173 \| 1. 2. 3. 4. 5. 6. 7. 8. 9. 10. 11. 12. 13. 14. 15. 16. 17. |                               |         |         |
| Eleição de 1972 |                               |         |         |
| Nº | Vereador(a) eleito(a)         | Partido | Votação |
| 1 | Oswaldo Botelho               | ARENA   | 470     |
| 2 | Jair dos Santos               | ARENA   | 457     |
| 3 | Osvaldo José Dias Macedo      | ARENA   | 357     |
| 4 | Joaquim Juarez Vieira de Lima | ARENA   | 301     |
| 5 | Elizeu Macieira               | ARENA   | 294     |
| 6 | José Sepulveda                | ARENA   | 286     |
| 7 | Hamilton Manoel Valeriote     | ARENA   | 285     |
| 8 | Antônio Carlos Duarte         | MDB     | 270     |
| 9 | Orestes Siqueira Curty        | ARENA   | 258     |
| 10 | Jamilton Cordova Guimarães    | ARENA   | 245     |
| 11 | José de Souza Faria           | MDB     | 237     |
| 12 | Abelard Teixeira de Carvalho  | ARENA   | 227     |
| 13 | Orestes Mota Sobrinho         | ARENA   | 207     |
| 14 | Bernardino Camilo Mota        | ARENA   | 196     |
| 15 | João Damasceno Ramos          | MDB     | 173     |